# Monacilioni
Monacilioni é uma comuna italiana da região do Molise, província de Campobasso, com cerca de 680 habitantes. Estende-se por uma área de 27 km², tendo uma densidade populacional de 25 hab/km². Faz fronteira com Campolieto, Macchia Valfortore, Pietracatella, Ripabottoni, San Giovanni in Galdo, Sant'Elia a Pianisi, Toro.

## Demografia
| Variação demográfica do município entre 1861 e 2011                               |
|                                                                                   |
| Fonte: Istituto Nazionale di Statistica (ISTAT) - Elaboração gráfica da Wikipedia |